# Ядро (группировка рестлеров)
The Corre (рус. Ядро) — группировка рестлеров в World Wrestling Entertainment, выступавшая на бренде SmackDown!. «Ядро» создано бывшим лидером «Нексус» Уэйдом Барреттом, после того, как Джастин Гэбриел, Хит Слейтер (бывшие участники «Нексус», ушли с приходом нового лидера) и Иезекиил Джексон напали на Биг Шоу. Лидером группировки был Уэйд Барретт.
На данный момент группировка распалась — её участники выступают отдельно.

## World Wrestling Entertainment

### Формирование
«The Corre» сформировались на арене Raw. Уэйд Барретт - создатель и лидер Нексус - потерял свой пост на Raw 3 января 2011 года, когда из-за вмешательства СМ Панка проиграл в трехстороннем матче за возможность стать претендентом номер один на титул чемпиона WWE. СМ Панк забрался на клетку и сделал вид, что хочет помочь Барретту, однако Панк сорвал повязку с него и толкнул его назад, тем самым помешав выиграть. Панк стал новым лидером «Нексус».
Седьмого января на SmackDown!, Барретт атаковал Биг Шоу в четырёхстороннем матче за возможность стать претендентом номер один на титул чемпиона мира в тяжелом весе (WWE), помешав последнему победить.
14 января, Барретт сравнивал себя с Юлием Цезарем, объяснив это тем, что он стал слишком могущественным на Raw, и был изгнан из Нексус в частности, и из Raw в целом. Барретт объяснил почему его целью был Биг Шоу: все из-за того, что ему надо было победить большего и грозного соперника, а все остальные не стоят его времени.
Во время матча Барретт против Биг Шоу вмешались бывшие члены Нексус Джастин Гэбриел и Хит Слейтер, которые отказались от посвящения в «Новый Нексус» (СМ Панк хотел, чтобы они побили друг друга бамбуковыми тростями — тем самым были выгнаны из группы), что привело к дисквалификации Барретта.
Атака остановилась, когда на ринг вышел Иезекиил Джексон. «Большой Зик» вскоре присоединился к нападению, после которого Биг Шоу не мог нормально ходить 21 января Барретт дал окончательное название группе — The Corre. В тот же вечер Гэбриел победил Эджа, после того как Слейтер и Барретт отвлекли рефери, а Эдж получил финишер от Джексона. Затем они, также как и в Нексусе, провели на чемпионе свои финишеры.

### SmackDown! (2011)
24 января, «The Corre» пришли на шоу RAW в футболках с логотипом группировки, где начали спорить с Нексус и доказывать друг другу, чья группировка лучше, Барретта или СМ Панка и какая группировка победит на Королевской битве 2011. Анонимный Генеральный Менеджер Raw назначил поединок между Барреттом и Панком со специально приглашенным рефери Джоном Синой. Условия: группировка проигравшего не примет участие в Битве. Поединок закончился двойной дисквалификацией из-за чего обе группировки пролетают. Сина специально дисквалифицировал обоих. За это генеральный менеджер отменил решение и зачислил обе команды. После на ринг, где были обе группировки и Сина, выбежали все рестлеры арены Raw во главе с Биг Шоу, и начали избивать «The Corre» и «Новый Нексус». 28 января на SmackDown! Хит Слейтер провел бой один на один с Биг Шоу. Бой Слейтер проиграл, и «The Corre» вновь напали. И также как и на Raw выбежали рестлеры и прогнали группировку. На «Королевской битве 2011» только Иезекиил Джексон и Уэйд Барретт смогли кого-то уничтожить, однако победить никому не удалось. На следующем SmackDown! Джастин Гэбриел и Хит Слейтер побили Сантино Мареллу и Владимира Козлова, а Барретт был квалифицирован в «Elimination Chamber 2011» за титул чемпиона в тяжелом весе. На SmackDown 11 февраля Барретт победил в поединке против Рея Мистерио, не без помощи «The Corre». Далее на помощь Рею вышел Биг Шоу, однако бойцы группировки побили и его. На SmackDown 18 февраля, Гэбриел и Слейтер проиграли по дисквалификации матч за титул командных чемпионов WWE. Однако, на PPV «Elimination Chamber» они победили чемпионов, и забрали титулы себе. На этом же шоу, Барретт был выбит первым в матче в клетке за титул чемпион мира в тяжелом весе. На одном из SmackDown! Барретт выигрывает Интерконтинентальный титул у Кофи Кингстона. На Рестлмании XXVII «The Corre» проиграли командный поединок 4 на 4 против Биг Шоу, Кейна, Сантино Мареллы и Кофи Кингстона. На SmackDown! после того, как Биг Шоу проиграл Иезекиилу Джексону, The Corre поднялись на ринг поздравить победителя, но тот особой радости не изъявил и попросту ушел от них. Позже на этом же выпуске Уэйд Барретт, Джастин Гэбриел и Хит Слейтер заходят в раздевалку Джексона. Барретт пытается вразумить Джексона, но тот его не слушает, а вскоре и вовсе нападает на него. «The Corre» избивают Джексона, активно используя все, что попадается им под руку. Перед тем как уйти, Барретт сообщает Зику, что для него было одно удовольствие работать с ним. На Over The Limit Барретт дрался против Джексона, поставив на кон титул Интерконтинентального Чемпиона, но сохранил его, проиграв по дисквалификации. Группировка распалась после того, как Баррет дважды бросил Слейтера и Гэбриела на растерзание Джексону. Их терпение кончилось и они сказали, что покидают «The Corre». На следующей неделе Барретт вышел под своим собственным именем, начиная сольную карьеру, а Гэбриел и Слейтер создали собственную команду.

## Участники
| Участники        | Дата                          |
| ---------------- | ----------------------------- |
| Иезекиил Джексон | 14 января 2011 — 6 мая 2011   |
| Джастин Гэбриел  | 14 января 2011 — 10 июня 2011 |
| Хит Слейтер      | 14 января 2011 — 10 июня 2011 |
| Уэйд Барретт     | 14 января 2011 — 17 июня 2011 |

## Музыкальные темы
- Различные версии песни «End of Days».

## Титулы и достижения
- World Wrestling Entertainment / WWE
  - Интерконтинентальное чемпионство WWE (1 раз) — Уэйд Барретт;
  - Командное чемпионство WWE (2 раза) — Хит Слейтер и Джастин Гэбриел.